# بابا لنگر
بابا لَنْگَر، روستایی است از توابع بخش مشکان و در شهرستان خوشاب استان خراسان رضوی ایران.

## جمعیت
این روستا در دهستان یام قرار داشته و بر اساس سرشماری سال ۱۳۸۵ جمعیت آن ۱۰۹ نفر (۲۸ خانوار)
بوده است.